# 西経150度線
西経150度線（せいけい150どせん）は、本初子午線面から東へ150度の角度を成す経線である。北極点から北極海、北アメリカ、太平洋、南極海、南極大陸を通過して南極点までを結ぶ。西経150度線は、東経30度線と共に大円を形成する。
南極大陸では、西経150度線がロス海属領（ ニュージーランドが領有権主張）の東の境界になっている。西経150度線から西経90度線までの間（ピョートル1世島を除く）は、どこの国も領有権を主張していない（マリーバードランド）。
西経150度線はキリバス付近で国際日付変更線の一部になっている。国際日付変更線が最も東まで張り出した箇所であり、この西側では、地球上で最も早く新しい1日が始まる。

## 通過する地域一覧
西経150度線は、北極点から南極点まで南に向かって以下の場所を通っている。
| 地理座標                                               | 国土・領土・領海 | 備考 |
| ------------------------------------------------------ | ---------------- | --- |
| 北緯90度0分 西経150度0分 / 北緯90.000度 西経150.000度  | 北極海           | |
| 北緯72度20分 西経150度0分 / 北緯72.333度 西経150.000度 | ボーフォート海   | |
| 北緯70度28分 西経150度0分 / 北緯70.467度 西経150.000度 | アメリカ合衆国   | アラスカ州 - アンカレッジ（北緯61度12分 西経150度0分 / 北緯61.200度 西経150.000度）を通過 |
| 北緯59度39分 西経150度0分 / 北緯59.650度 西経150.000度 | 太平洋           | キリバス・カロリン島（南緯9度56分 西経150度12分 / 南緯9.933度 西経150.200度、ミレニアム島）の東を通過 フランス領ポリネシア・モーレア島（南緯17度30分 西経149度55分 / 南緯17.500度 西経149.917度）の西を通過 |
| 南緯60度0分 西経150度0分 / 南緯60.000度 西経150.000度  | 南極海           | |
| 南緯76度32分 西経150度0分 / 南緯76.533度 西経150.000度 | 南極大陸         | ロス海属領（ ニュージーランドが領有権主張）と領有権主張のない地域の境界 |